# Àtanis
Àtanis (grec antic: Ἄθανις, Athanis) fou un historiador grec nadiu de Siracusa que va escriure una obra sobre Sicília.
Sembla que va participar en l'expedició de Dió de Siracusa contra Dionís el Jove, i que va ser elegit com a un dels 356 voluntaris de Dió i Heraclides. La seva obra historiogràfica, en tretze llibres, girava entorn d'aquests fets.